# David Mitchell
David Stephen Mitchell (Southport, Velika Britanija, 12. siječnja 1969.) - engleski romanopisac. Napisao je pet romana, od kojih su se dva, number9dream (2001.) i Atlas oblaka (2004.), našla na kraćoj listi nagrade Booker. Živio je u Italiji, Japanu i Irskoj.

## Rani život
Mitchell se rodio u Southportu u okrugu Merseyside, a odrastao u gradu Malvernu. Pohađao je školu Hanley Castle i sveučilište Kent, na kojem je studirao englesku i američku književnost, te kasnije stekao magisterij iz komparativne književnosti.
Mitchell je jednu godinu živio na Siciliji, a zatim se preselio u Hirošimu, gdje je osam godina predavao engleski jezik učenicima tehničke škole prije nego što se vratio u Englesku, gdje je mogao živjeti od zarađenog novca i uzdržavati suprugu.

## Književni rad
Radnja Mitchellovog prvog romana, Ghostwritten (1999.), odvija se u Okinawi, Mongoliji i New Yorku, a devet likova pripovijeda priče koje se isprepliću i presijecaju. Roman je osvojio nagradu John Llewellyn Rhys (za najbolje djelo britanske književnosti koje je napisao autor ispod 35 godina), te se našao na kraćoj listi nagrade Booker. Sljedeća su se dva romana, number9dream (2001.) i Atlas oblaka (2004.), oba našla na kraćoj listi nagrade Booker. Književni časopis Granta proglasio ga je 2003. jednim od Najboljih mladih britanskih pisaca. 2007. se našao na popisu 100 najutjecajnijih ljudi svijeta časopisa Time. Mitchellov američki urednik u izdavačkoj kući Random House je pisac David Ebershoff.
Mitchellov šesti roman, zasada bez naslova, govorit će o mladoj djevojci koja odrasta u irskoj obitelji.
Mitchell je posljednjih godina pisao libreta za opere. Wake, koji se temelji na nesreći u Enschedeu 2000. i glazbi Klaasa de Vriesa, izvela je nizozemska Nationale Reisopera 2010. Trenutno radi na operi Sunken Garden s nizozemskim kompozitorom Michelom van der Aaom, koja bi trebala biti premijerno izvedena 2013. u Engleskoj nacionalnoj operi.
2011. se pojavila kratka priča "The Siphoners" u zbirci I'm with the Bears: Short Stories from a Damaged Planet.
Prema njegovom romanu Atlas oblaka 2012. je snimljen istoimeni film.

## Privatni život
Nakon još jednog razdoblja u Japanu, Mitchell trenutno živi s obitelji, suprugom Keiko i dvoje djece, u Clonakiltyju u County Corku, Irska. U jednom eseju za Random House Mitchell je napisao: "Znao sam da želim biti pisac otkad sam bio dijete, no sve dok nisam došao u Japan 1994. bio sam previše rastresen da nešto učinim. Vjerojatno bih postao pisac gdjegod da sam živio, ali da li bih postao isti pisac da sam proveo zadnjih 6 godina u Londonu ili Kaapstadu ili Moose Jawu, ili na naftnoj bušotini ili u cirkusu? To je moj odgovor samome sebi".
Mitchell pati od mucanja i smatra film Kraljev govor jednim od najtočnijih prikaza tog govornog poremećaja: "Vjerojatno bih ga još uvijek izbjegavao da se nisam otvorio pišući polubiografski roman "Livada Crnog labuda", u kojem je pripovjedač trinaestogodišnjak koji muca." Mitchell je također pokrovitelj udruge "British Stammering Association".
Mitchellov sin je autističan, te su 2013. on i njegova žena Keiko Yoshida preveli na engleski jezik knjigu Naokija Higashide (13-godišnjeg dječaka iz Japana kojemu je dijagnosticiran poremećaj iz autističnog spektra s pet godina) po nazivom The Reason I Jump: One Boy's Voice from the Silence of Autism.

## Daljnje čitanje
- Mitchell, D., January Man, Best of Young British Novelists 2003, Granta, 2003
- Linklater, A., The author who was forced to learn wordplay, Life & Style, The Guardian
- Mitchell, D., The Massive Rat (kratka priča objavljena u The Guardian 1. kolovoza 2009.)
- Mitchell, D., Character Development (kratka priča objavljena u The Guardian 2. rujna 2009., preuzeta iz antologije "Freedom" Amnesty Internationala)
- The world begins its turn with you, or how David Mitchell's novels think; poglavlje iz The Cosmopolitan Novel B. Schoenea, Edinburgh University Press, 2009.
- Dillon, S. (ur.), David Mitchell: Critical Essays, Gylphi, 2011.